# Gottfried Kirch
Gottfried Kirch va ser un astrònom alemany conegut per la publicació de calendaris i efemèrides.

## Vida
Kirch va néixer durant la Guerra dels Trenta Anys. El seu pare, sastre, va haver de fugir a Guben, on va néixer Kirch i on va passar la seva infantesa, probablement, bastant abandonat.
No se li coneixen estudis de jove, però els seus contactes amb el professor d'astronomia i matemàtiques a la universitat de Jena, Erhard Weigel, va fer que el recomanés a Johannes Hevelius per a fer d'assistent seu. L'any 1674, doncs, va estar treballant a Danzig amb Hevelius.
Les seves condicions de vida fins al 1700 devien ser força inestables, ja que va viure com a fabricant de calendaris i donant classes particulars per diferents llocs d'Alemanya: Leipzig, Guben, Langgrün, Coburg…
El 1667 s'havia cassat amb Maria Lang que va morir el 1690 i el 1692 es va tornar a cassar amb Maria Margarethe Winckelmann, que també es convertiria en una cèlebre astrònoma. Dos dels seus fills també van ser força actius en aquest camp: Christfried i Christine Kirch. L'astrònom del segle xix Johann Bode, es va cassar successivament amb dues besnebodes de Christine Kirch.
L'any 1700, l'elector de Brandenburg que aviat seria Frederic I de Prússia, el va nomenar astronomo ordinario de l'Acadèmia de Ciències de Berlin, càrrec que va mantenir fins a la seva mort, en què va ser substituït pel seu ajudant Johann Heinrich Hoffmann.

## Obra
El 1678 va publicar un article sobre l'estrella variable Mira i el 1680 va ser el descobridor del cometa d'aquell any, avui anomenat C/1680 V1. L'any següent va descobrir i descriure el Cúmul de l'Ànec Salvatge, avui anomenat Messier 11.
Però el motiu pel qual és més conegut Kirch, és per la confecció de calendaris d'almanacs i efemèrides. Frederic I de Prússia havia concedit el monnopoli de la confecció de calendaris a l'Acadèmia de Ciències de Berlín i, amb aquest motiu, va contractar Kirch, que ja era un reputat editor de calendaris, perquè confegís els calendaris de l'acadèmia, els únics oficials en el regne.